# Pyrrhura
Pyrrhura är ett stort fågelsläkte i familjen västpapegojor inom ordningen papegojfåglar som förekommer i Sydamerika. AviList urskiljer 26 arter i släktet:
- Blåbröstad parakit (P. cruentata)
- Eldvingad parakit (P. devillei)
- Brunpannad parakit (P. frontalis)
- Pärlparakit (P. lepida)
- Rödbukig parakit (P. perlata)
- Grönkindad parakit (P. molinae)
- Serrageralparakit (P. pfrimeri)
- Gråbröstad parakit (P. griseipectus)
- Vitörad parakit (P. leucotis)
- Guyanaparakit (P. picta)
- Azueroparakit (P. subandina)
- Perijáparakit (P. caeruleiceps)
- Venezuelaparakit (P. emma)
- Santarémparakit (P. amazonum)
- Brunhuvad parakit (P. lucianii)
- Rosenpannad parakit (P. roseifrons)
- Santamartaparakit (P. viridicata)
- Eldskuldrad parakit (P. egregia)
- Brunstjärtad parakit (P. melanura)
- Eloroparakit (P. orcesi)
- Svartkronad parakit (P. rupicola)
- Vithalsad parakit (P. albipectus)
- Brunbröstad parakit (P. calliptera)
- Rödörad parakit (P. hoematotis)
- Rosakronad parakit (P. rhodocephala)
- Svavelvingad parakit (P. hoffmanni)

En stor andel av arterna i släktet är numera hotade och en art, "sinúparakit", är möjligen redan utdöd.